# Henstedt (Syke)
Henstedt ist ein Ortsteil der Stadt Syke (Landkreis Diepholz, Niedersachsen).

## Geographie

### Geographische Lage
Seit der Eingemeindung durch die Stadt Syke 1974 ist die vorher selbständige Gemeinde Henstedt, zu der auch Halbetzen, Gut und Kolonie Hoope und Nienstedt gehören, ein Ortsteil der Stadt Syke. Zusammen mit den Syker Ortsteilen Heiligenfelde, Wachendorf und Jardinghausen wird ein südlicher Syker Bereich gebildet. Von der Einwohnerzahl her steht Henstedt innerhalb der 13 Syker Ortsteile an 8. Stelle, von der Fläche (9,98 km²; zum Vergleich: Syke = 17,24 km²) her an 6. Stelle. Eine gute Verkehrsanbindung über die B 6 und Neubaugebiete können diese Entwicklung weiter fördern.

### Nachbarorte
Nachbarn des Ortes Henstedt sind die Syker Ortsteile Syke (Kernbereich), Steimke, Heiligenfelde und Jardinghausen. Von den Syker Nachbargemeinden ist es die Stadt Bassum im Südwesten.
Henstedt gehört zusammen mit Heiligenfelde, Gödestorf, Wachendorf und Jardinghausen zum Kirchspiel Heiligenfelde.

### Flüsse/Bäche
Die in nördlicher Richtung fließende Hache legt mit ihrem Bruchwald bestand ein grünes Band durch Henstedt – geradezu eine Oase für viele Pflanzen und Tiere.

## Geschichte

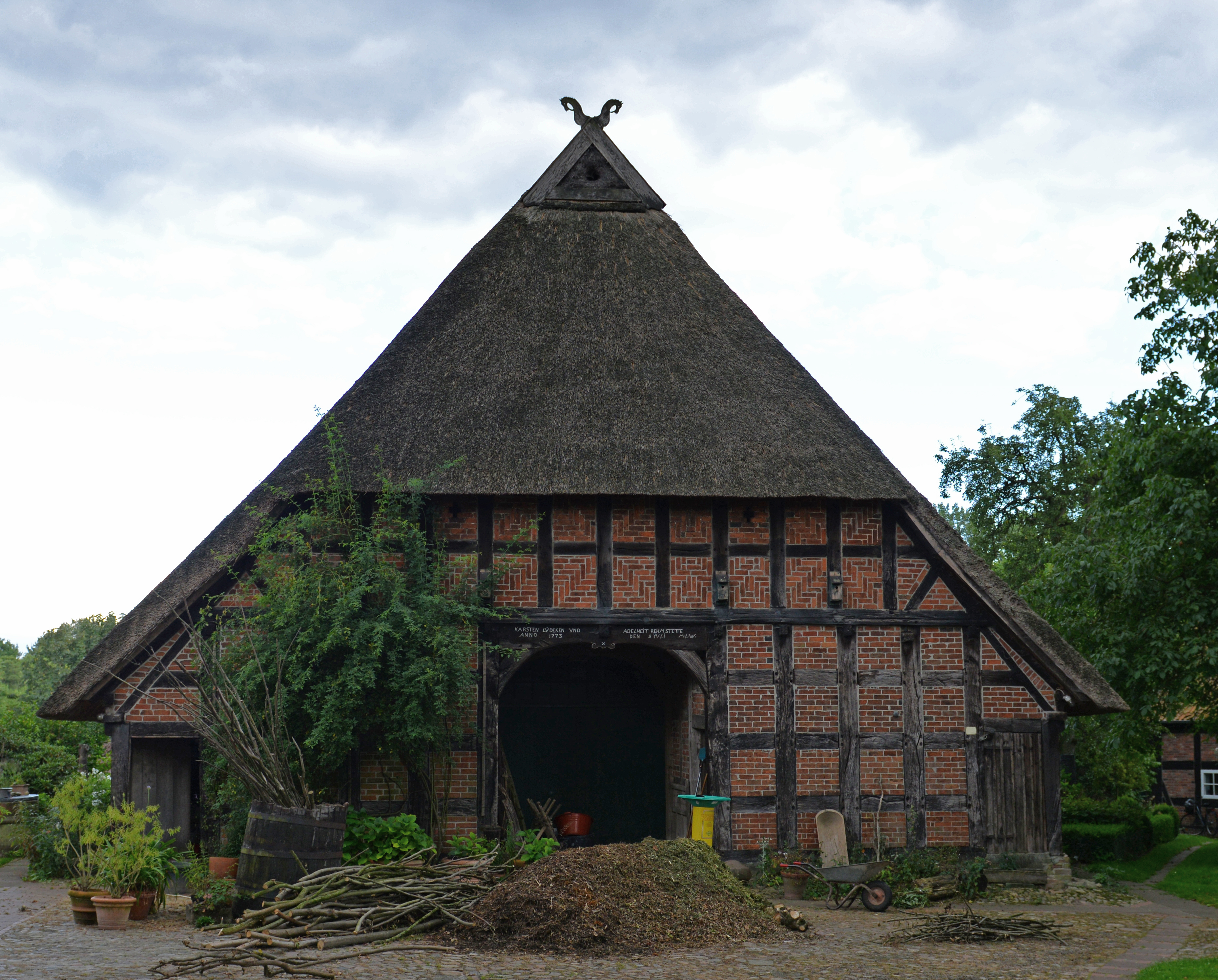
Hofanlage Henstedter Straße 16 von 1773/74

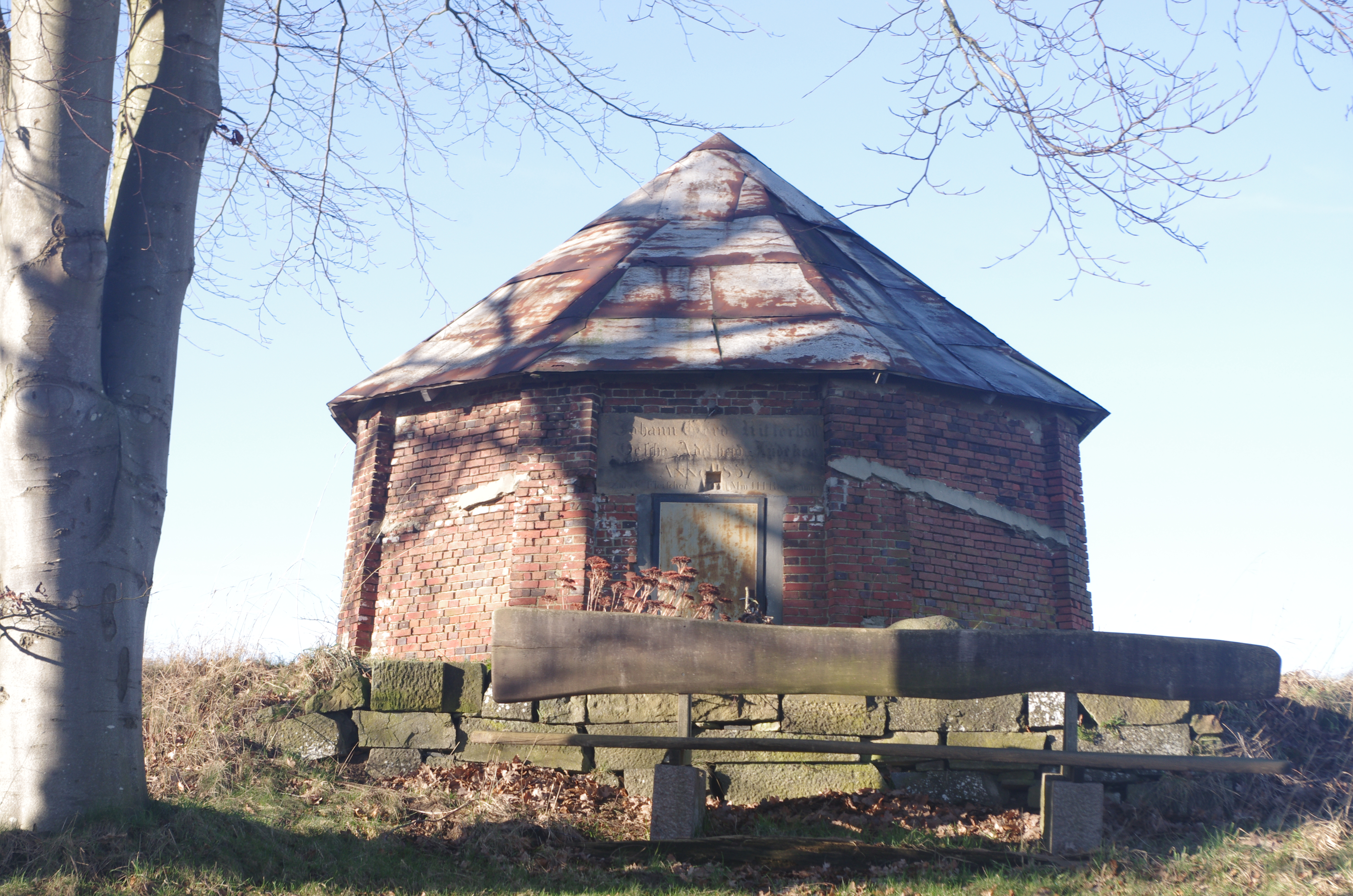
Die Ruine der Mühle Kannengießer

Henstedt fand 1211 die erste Erwähnung. Um 1610 wurde das Gut Hope genannt. Erst später vergaben die Gutsherren Ackerland an die Häusler als Kleinbauern mit wenig Land.

So entstanden eine Reihe von heute denkmalgeschützten Hofanlagen im 18. Jahrhundert.
Die Kinder besuchten damals in Wisloh und Heiligenfelde die Schule. 1907 wurde eine Schulgebäude  gebaut, in der bis 1969 Unterricht stattfand.

Die Holländerwindmühle Kannengießer aus dem 19. Jahrhundert wurde 1953 bis auf das Erdgeschoss abgerissen.
Am 1. März 1974 wurde die Gemeinde Henstedt in die Stadt Syke eingegliedert.

### Einwohnerentwicklung
- 1961: 490 Einwohner[3]
- 1966: 471 Einwohner
- 1970: 435 Einwohner[3]
- 1982: 480 Einwohner
- 2006: 529 Einwohner

## Politik

### Ortsrat
Der Ortsrat, der den Ortsteil Henstedt vertritt, setzt sich aus fünf Mitgliedern zusammen. Die Ratsmitglieder werden durch eine Kommunalwahl für jeweils fünf Jahre gewählt. Die aktuelle Amtszeit begann am 1. November 2021 und endet am 31. Oktober 2026.
Bei der Kommunalwahl 2021 ergab sich folgende Sitzverteilung:
| Ortsrat 2021Insgesamt 5 Sitze - SPD: 1 - WGHJ: 2 - FDP: 1 - CDU: 1 |

### Wappen
Ein Wappen existiert für Henstedt nicht.

## Infrastruktur
Henstedt hat keine eigene Kirche und Friedhof.
Das nach dem Ersten Weltkrieg in der Ortsmitte errichtete Kriegerdenkmal enthält die Namen von 32 Gefallenen und Vermissten aus dem Ersten Weltkrieg, aber keine Namen von Gefallenen und Vermissten aus dem Zweiten Weltkrieg – (siehe Kriegerdenkmale in Syke#Henstedt).
Seit 1975 nutzt ein Kinderspielkreis das Schulgebäude von 1907.

### Verkehr
Eisenbahn
- 3 km sind es bis zum Bahnhof Bassum-Bramstedt, der an der Strecke Bremen–Osnabrück liegt. Insgesamt 38-mal an Wochentagen halten dort die Regionalzüge der DB.
- Nördlich, 5,5 km entfernt, liegt im Kernbereich Syke der Bahnhof Syke der DB. Er liegt ebenfalls an der Strecke Bremen–Osnabrück.

Straßen
- Die nächste Bundesstraße, die B6, verläuft 2 km entfernt östlich durch den Nachbarort Heiligenfelde und schafft Verbindungen zum Norden (Bremen, zur A1 und zur A27) und zum Süden (Hannover, zur A2).
- Eine gut ausgebaute Hauptstraße, die Kreisstraße K 125, windet sich durch den Ort. An ihr liegen die Henstedter Ortsteile wie Perlen an einer Kette. Sie verläuft als nördlicher Teil der „Henstedter Straße“ zum Kernbereich Syke und als „Halbetzer Straße“ östlich zur B6 nach Heiligenfelde.
- Der südliche Teil der „Henstedter Straße“ verläuft nach Bassum-Neubruchhausen.
- Die „Bramstedter Straße“ verläuft westlich nach Bassum-Bramstedt.

Namen für Straßen und Wege
Spätestens im Jahr 1974 haben alle Henstedter Straßen und einige Wege Namen bekommen. Insgesamt gibt es in Henstedt 16 Straßen und Wege, die Namen haben. Daneben gibt es einige Feldwege, die namenlos geblieben sind.
Namen der Henstedter Straßen (in alphabetischer Reihenfolge):
Am Buchenkamp, Am Riedebach, Avenue Marc Sangnier, Bramstedter Straße, Halbetzer Straße, Henstedter Straße, Hooper Bergstraße, Nienstedter Leichenweg, Schlaggenweg, Schümberg, Stegenkamp, Vogelbeerenallee, Zum Brande, Zum Hoope, Zum Schlatt, Zur Westermark

## Sehenswürdigkeiten

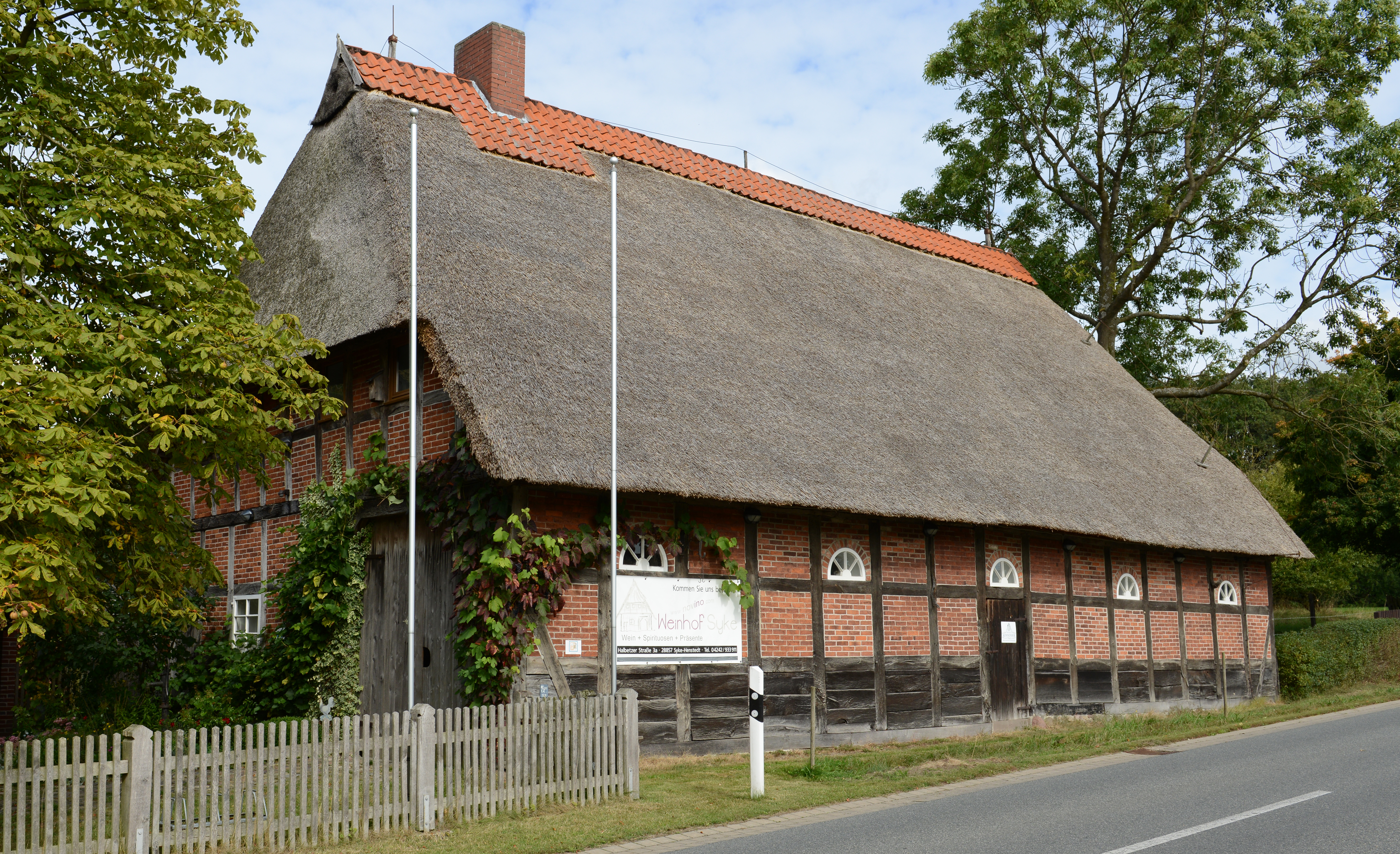
Hofanlage Halbetzer Straße 3

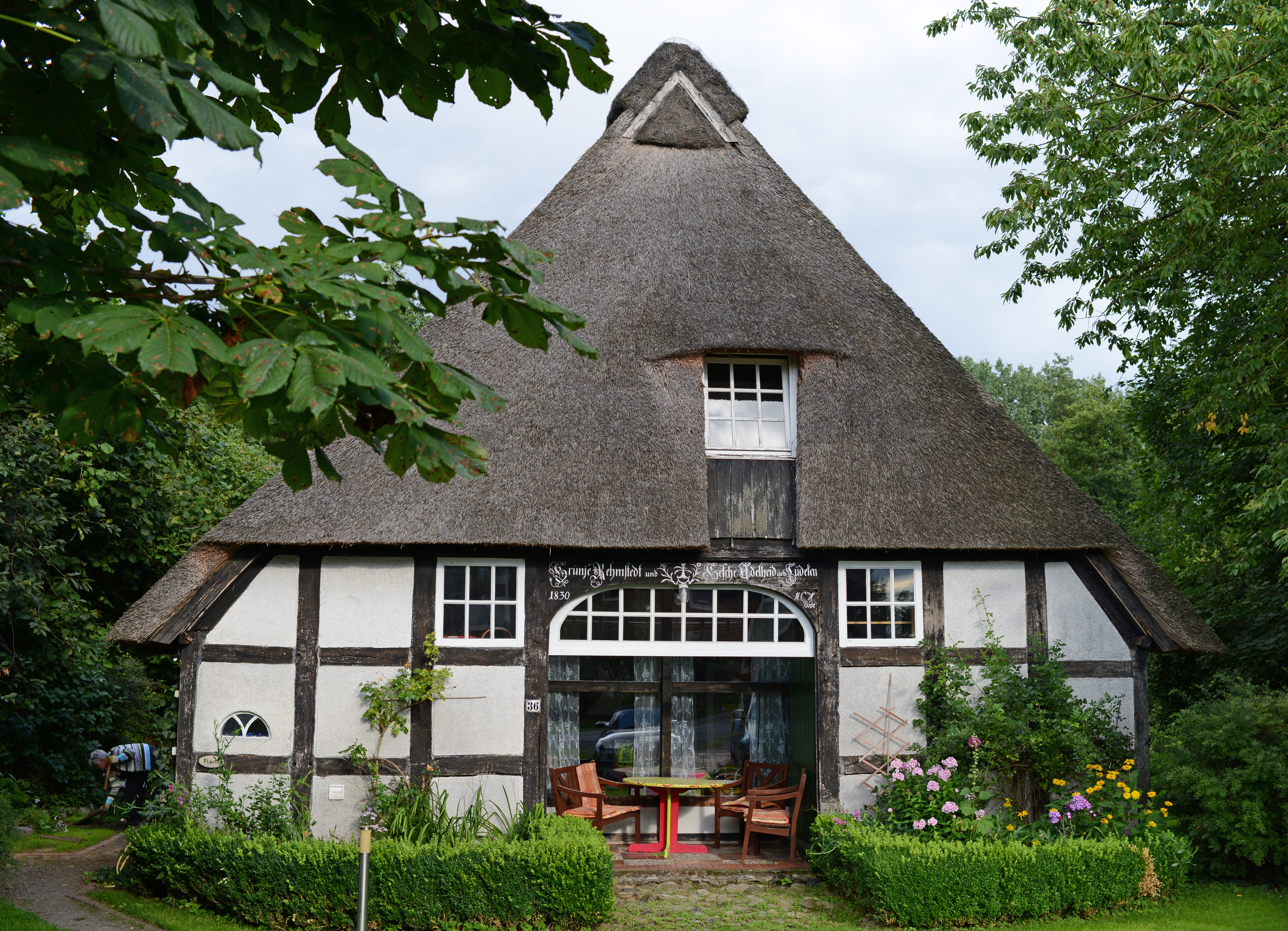
Heuerhaus Henstedter Straße 36

- In der Liste der Baudenkmale in Syke sind für Henstedt 13 Baudenkmale aufgeführt.
- Das Henstedter Dorfmuseum, „Das Kleine Dorfmuseum – Henstedt, wie es früher war“, ist ein Regionalmuseum in privater Trägerschaft. Es wurde von der gebürtigen Henstedterin Waltraut Köhler gegründet und von ihr bis zu ihrem Tod 2012 geleitet. Schwerpunkte des Museumsangebotes sind: alte bäuerliche Gerätschaften und Gegenstände aus der Landwirtschaft, aus der Hauswirtschaft, aus der Henstedter Schulgeschichte und aus dem Leben der Kinder in früherer Zeit. Der Strukturwandel des Dorfes Henstedt von 1867 bis zur Gegenwart wird dokumentiert. Ein Bunker aus dem Zweiten Weltkrieg, der als Schutz für die Dorfbewohner erbaut wurde, kann ebenfalls besichtigt werden.

## Persönlichkeiten
- Fritz Vehring (* 1944), Künstler (Keramik) und Hochschullehrer
- Vera Vehring (* 1944), Künstlerin (Keramik)